# 葛侖斯坦環
在交換代數中，一個葛侖斯坦局部環是一個內射維度有限的交換、局部諾特環。一個葛侖斯坦環（英文：Gorenstein ring）是對每個素理想的局部化皆為葛侖斯坦局部環的交換環。葛侖斯坦環是科恩-麥考利環的特例，它與凝聚對偶性定理（塞爾對偶性定理的推廣）有密切關係。
葛侖斯坦環以數學家丹尼爾·葛侖斯坦命名。

## 其它定義
對於局部環 {\displaystyle (R,{\mathfrak {m}},k)}，葛侖斯坦局部環的古典定義是：{\displaystyle R} 是科恩-麥考利環，而且存在 {\displaystyle {\mathfrak {m}}} 中的 {\displaystyle R}-正則序列，使之生成一個不可約理想。在 {\displaystyle R} 為有限維諾特環時，下述性質等價：
- {\displaystyle R} 的內射維度有限，記為 {\displaystyle n}。
- 存在 {\displaystyle n\in \mathbb {N} }，當 {\displaystyle i\neq n} 時，{\displaystyle \operatorname {Ext} _{R}^{i}(k,R)=0}，而且 {\displaystyle \operatorname {Ext} _{R}^{n}(k,R)\cong k}。
- 存在 {\displaystyle n\in \mathbb {N} }，當 {\displaystyle i>n} 時，{\displaystyle \operatorname {Ext} _{R}^{i}(k,R)=0}。
- 存在 {\displaystyle n\in \mathbb {N} }，對某個 {\displaystyle i>n} 有 {\displaystyle \operatorname {Ext} _{R}^{i}(k,R)=0}。
- 存在 {\displaystyle n\in \mathbb {N} }，當 {\displaystyle i<n} 時，{\displaystyle \operatorname {Ext} _{R}^{i}(k,R)=0}，而且 {\displaystyle \operatorname {Ext} _{R}^{n}(k,R)\cong k}。

此時 {\displaystyle R} 是 {\displaystyle n}-維葛侖斯坦環。

## 非交換情形
若一個環（不一定交換）視為左 {\displaystyle R}-模及右 {\displaystyle R}-模的內射維度皆有限，則稱之為葛侖斯坦環。

## 例子
- 完全交環
- 正則局部環

## 文獻
- Hideyuki Matsumura, Commutative Ring Theory, Cambridge studies in advanced mathematics 8.
- N. Bourbaki, Algèbre commutative, chapitre 10 (1998), Masson. ISBN 3-540-34394-6